# Rosières (Oise)
Rosières település Franciaországban, Oise megyében. Lakosainak száma 143 fő (2022. január 1.). Rosières Auger-Saint-Vincent, Baron, Fresnoy-le-Luat és Versigny községekkel határos.

## Népesség
A település népessége az elmúlt években az alábbi módon változott:
| Lakosok száma | 141  | 136  | 137  | 137  | 138  | 139  | 139  | 141  | 143  |
|               | 2013 | 2015 | 2016 | 2017 | 2018 | 2019 | 2020 | 2021 | 2022 |